# Halle, Grafschaft Bentheim
Halle là một đô thị ở Cộng đồng chung (Samtgemeinde) Uelsen, huyện Grafschaft Bentheim trong bang Niedersachsen.
Đô thị này có diện tích 21,15 km2.